# Mircea Banias
Mircea Banias (n. 6 martie 1966, Cernavodă, Constanța, România) este un politician român, senator în legislaturile 2008-2012 și 2012-2016 precum și deputat ALDE de Constanța în mandatul 2016–2020.
A fost membru PNL în perioada 1997-2002, iar din anul 2002 era membru al PDL, iar pentru câțiva ani a fost președintele Organizației județene a PDL Constanța.
A fost ales senator de Constanța din partea PDL în 2008 și a fost vicelider al grupului PDL din Senat.
În 2012, a părăsit PDL și a revenit în PNL, pentru ca înainte de alegerile din acel an să treacă la PC. Din 2014, face parte din succesorul PC, partidul ALDE.
În legislatura 2008-2012, senatorul Mircea Banias a fost membru în grupurile parlamentare de prietenie cu Regatul Unit al Marii Britanii și Irlandei de Nord, Irlanda, Republica Malta și Republica Kazahstan. Mircea Banias a inițiat 33 de propuneri legislative, din care 7 au fost promulgate legi. Mircea Banias a fost membru în comisia pentru apărare, ordine publică și siguranță națională (până în mar. 2012) și în comisia comună specială a Camerei Deputaților și Senatului pentru elaborarea pachetului de legi privind Securitatea Națională.  
În legislatura 2012-2016, senatorul Mircea Banias a fost membru în grupurile parlamentare de prietenie cu Republica Franceză-Senat și Republica Coasta de Fildeș. Mircea Banias a inițiat 34 de propuneri legislative, din care 9 au fost promulgate legi. Mircea Banias este membru în grupurile parlamentare de prietenie cu Regatul Maroc, Republica Guineea și Republica Singapore.
În legislatura 2016-2020, deputatul Mircea Bania a fost ales pe listele ALDE dar a devenit independent din mai 2017.   

## Controverse
Pe 2 aprilie 2012, Mircea Banias a fost trimis în judecată de DNA pentru trafic de influență și constituire de grup infracțional organizat. Pe 15 iulie 2019, Banias a fost achitat definitiv de Înalta Curte de Casație și Justiție în acest dosar.